# Katarzyna Bilewska
Katarzyna Bilewska (ur. 8 marca 1979 w Bydgoszczy) – polska prawnik, adwokat, doktor habilitowany nauk prawnych, profesor Uniwersytetu Warszawskiego, nauczyciel akademicki Wydziału Prawa i Administracji Uniwersytetu Warszawskiego.

## Życiorys
W 1997 ukończyła VI Liceum Ogólnokształcące w Bydgoszczy. Jest absolwentką Wydziału Prawa i Administracji Uniwersytetu Warszawskiego (2001). W 2004 uzyskała tam stopień naukowy doktora, a w 2009 doktora habilitowanego nauk prawnych.
Od 2007 jest członkiem zarządu Fundacji Adwokatury Polskiej. Pełni funkcję członka kolegium redakcyjnego "Czasopisma Kwartalnego Całego Prawa Handlowego, Upadłościowego i Rynku Kapitałowego (HUK)"
Jest autorką kilkudziesięciu publikacji z zakresu prawa cywilnego porównawczego, prawa europejskiego i prawa spółek.
Pochodzi z rodziny o korzeniach ormiańskich. Jej wujem (brat matki) jest poseł Prawa i Sprawiedliwości na Sejm VI kadencji Wojciech Mojzesowicz.

## Najważniejsze publikacje
- Spółka europejska (2006)
- Dochodzenie roszczeń spółki kapitałowej przez jej wspólników (actio pro socio) (2008)